# Huawei
Huawei Technologies Co. Ltd. (кит. трад. 華為技術有限公司, упр. 华为技术有限公司, пиньинь Huáwèi Jìshù Yǒuxiàn Gōngsī, палл. Хуавэй цзишу юсянь гунсы) — китайская компания, одна из крупнейших мировых компаний в сфере телекоммуникаций. Основана в 1987 году бывшим инженером Народно-освободительной армии Китая Жэнь Чжэнфэем.

## История
Компания была основана в Шэньчжэне в 1987 году. Первоначально занималась импортом мини-АТС из Гонконга, позже наладила собственное их производство. В 1993 году компанией была разработана собственная цифровая АТС, самая крупная в Китае на то время (10 тысяч номеров). В 1995 году были открыты исследовательские центры в Пекине и Шанхае для разработки маршрутизаторов и оборудования для сотовой связи. С 1996 года компания начала получать поддержку от руководства КНР, в частности, были отозваны специальные лицензии у иностранных поставщиков телекоммуникационного оборудования.
В 1996 году был получен первый зарубежный контракт от гонконгской компании Hutchison Whampoa. В 1998 году Huawei начала осваивать рынки России и стран Африки. В конце 1990-х годов в компанию были приглашены консультанты из IBM для совершенствования системы корпоративного управления. В 2001 году компания вышла на рынки Нидерландов и Германии, за ними последовали другие страны Европы. В 2004 году были получены крупные кредиты от China Development Bank (10 млрд долларов, в 2009 году увеличен до 30 млрд) и Export-Import Bank of China (600 млн долларов), что позволило продавать своё оборудование намного дешевле, чем конкуренты, а также предоставлять кредиты покупателям. В 2004 году выручка от зарубежных операций впервые превысила выручку от внутреннего рынка, оборудование компании использовалось в развитии 14 из 19 национальных сетей 3G в мире. Крупный контракт от British Telecom, полученный в 2005 году, закрепил за Huawei статус значительного игрока на рынке телекоммуникационного оборудования, за этим последовал контракт с Vodafone. Филиал в США был открыт в 2001 году, однако ему удалось наладить контакты только с небольшими операторами связи; в 2003 году было создано совместное предприятие с американской компанией 3Com, но в 2006 году Huawei продала свою долю партнёру.
В 2011 году Huawei обошла по размеру выручки Ericsson (32,9 млрд долларов против 32,4 млрд) и вышла на второе место на рынке телекоммуникационного оборудования после Cisco; на этот момент в компании работало 110 тысяч человек, из них около 30 % - в Шэньчжэне; оборудование Huawei использовали 45 из 50 крупнейших телекоммуникационных компаний мира. Компанией к этому времени были поданы заявки на 49 тысяч патентов, она участвовала в 83 организациях по разработке стандартов связи. В то же время репутацию компании портили обвинения в промышленном шпионаже и других способах присвоения чужих разработок.
Во II квартале 2020 года Huawei вышла на первое место в мире по продажам смартфонов (55,8 млн за три месяца), обойдя Samsung (53,7 млн за тот же период); при этом у Huawei на Китай приходилось 70 % продаж. Однако надолго закрепиться в лидерах у компании не получилось, по состоянию на начало 2022 года она не входила даже в первую пятёрку. Резкое падение доли было связано с санкциями США, которые лишили компанию доступа к чипам, разработанным с применением американских технологий.
29 июня 2023 года Huawei анонсировала запуск нового стандарта связи 5.5G, тестовый запуск которого был запланирован на первую половину 2024 года. В сентябре 2023 года была выпущена новая модель смартфона Huawei Mate 60, изготовленная, как утверждает компания, исключительно по китайским технологиям; процессор, включающий 5G-модем, был разработан фирмой HiSilicon Technologies (дочерней компанией Huawei) и изготовлен фирмой SMIC. По состоянию на июнь 2024 года количество устройств на операционной системе HarmonyOS превысило 900 млн единиц.
В первом полугодии 2024 года продажи Huawei увеличились на 34,3 % в годовом исчислении и составили 417,5 млрд юаней (58,6 млрд долларов США).

## Собственники и руководство
Собственниками являются руководители и работники корпорации. Основателю Жэнь Чжэнфэю принадлежит 0,7 % акций, остальные акции принадлежат объединению действующих и бывших сотрудников компании. По состоянию на 2022 год акционерами были 154 тысячи китайских сотрудников, иностранный персонал права на акции не имеет; при выходе на пенсию сотрудники сохраняют право на акции, при увольнении обязаны продать компании свою долю.
Высшим руководителем компании является дежурный председатель правления (система ротации руководства). В течение своего срока службы дежурный председательствует в совете директоров и постоянном комитете совета директоров.
Заводы Huawei управляются при помощи ERP-системы «MetaERP» собственной разработки.

## Деятельность
Выручка за 2022 год составила 642,3 млрд юаней ($92,4 млрд), её распределение по регионам: Китай — 63 %, Европа, Ближний Восток и Африка — 23 %, Азиатско-Тихоокеанский регион — 7 %, Америка — 5 %. На оборудование для операторов связи пришлось 44 % выручки, на потребительскую электронику — 33 %, на корпоративное телекоммуникационное оборудование — 21 %.
По состоянию на 2022 год Huawei оставалась крупнейшим в мире производителем телекоммуникационного оборудования. Лидерство в первую очередь обеспечивалось доминированием на китайском рынке (наряду с ZTE), где быстрыми темпами шло развитие 5G и волоконно-оптических сетей. На других рынках компания занимала 3-е место после Nokia и Ericsson с долей 18 %.
Huawei имеет 20 научно-исследовательских центров в разных странах, включая Китай, США, Германию, Турцию, Индию (Бангалор), Швецию (Стокгольм) и Россию (Москва). Компания создала совместные инновационные центры с такими крупными мировыми операторами связи, как Vodafone Group, BT Group, Telecom Italia, France Telecom, Telefonica, Deutsche Telekom.
Также Huawei развивает сеть собственных флагманских магазинов в крупнейших городах Китая, которые специализируются на продаже умных гаджетов и электромобилей.
|                     | 2008  | 2009  | 2010  | 2011  | 2012  | 2013  | 2014  | 2015  | 2016  | 2017  | 2018  | 2019  | 2020  | 2021  | 2022  |
| ------------------- | ----- | ----- | ----- | ----- | ----- | ----- | ----- | ----- | ----- | ----- | ----- | ----- | ----- | ----- | ----- |
| Выручка             | 123,1 | 146,6 | 182,5 | 203,9 | 220,2 | 239,0 | 288,2 | 395,0 | 521,6 | 603,6 | 721,2 | 858,8 | 891,4 | 636,8 | 642,3 |
| Чистая прибыль      | 7,891 | 19,00 | 24,72 | 11,65 | 15,38 | 21,00 | 27,87 | 36,91 | 37,05 | 47,46 | 59,35 | 62,66 | 64,65 | 113,7 | 35,56 |
| Активы              | 119,3 | 149,0 | 179,0 | 193,8 | 210,0 | 244,1 | 309,8 | 372,2 | 443,6 | 505,2 | 665,8 | 858,7 | 876,9 | 983,0 | 1064  |
| Собственный капитал | 37,89 | 52,74 | 69,40 | 66,23 | 75,02 | 86,27 | 99,99 | 119,1 | 140,1 | 175,6 | 233,1 | 295,5 | 330,4 | 414,7 | 437,1 |

### В России
В России функционирует научно-исследовательский и учебный центр в Москве, а также центр технической поддержки в Новосибирске и центр управления сетями в Уфе. В 2017 году Huawei заявила об открытии на базе российского представительства в Москве лаборатории по тестированию сетевых технологий.
25 июля 2019 года вице-президент Huawei в Евразии Хэ Чженьи и ректор Московского технического университета связи и информатики Сергей Ерохин подписали меморандум о взаимопонимании и создании Национальной академии в области информационно-коммуникационных технологий (ИКТ).
В 2020 году Huawei заявила об открытии в России исследовательского центра и намерении делать инвестиции в разработки.

## Продукция
Продукция Huawei включает:
Потребительская электроника
- Мобильные устройства: смартфоны (в том числе под торговой маркой Honor) и планшеты; также разрабатывается ОС (Harmony OS) для них.
- Сетевые сервисы: магазин приложений AppGallery, число ежемесячных пользователей которого достигло в 2018 году 266 млн человек. В AppGallery зарегистрировано 560 тыс. разработчиков[25].

Телекоммуникационное оборудование
- оборудование беспроводных сетей (LTE/HSDPA/W-CDMA/EDGE/GPRS/GSM, CDMA2000 1xEV-DO/CDMA2000 1X, TD-SCDMA)
- оборудование базовой сети (IMS, Mobile Softswitch, NGN)
- сетевые устройства (FTTx, xDSL, оптические устройства, маршрутизаторы, сетевые коммутаторы)
- приложения и аппаратное обеспечение (IN, услуги мобильной передачи данных, BOSS)
- терминалы (UMTS/CDMA)

5G-технологии: 16 марта 2019 стало известно, что компания при помощи 5G в скором времени разработает онлайн-версию самого большого дворцового комплекса в мире — Запретного города в Пекине. Соглашение было достигнуто между руководством Huawei и дирекцией музея «Гугун», который осуществляет надзор за бывшей резиденции китайских императоров.

### Процессоры Kirin
Процессоры Kirin разрабатывает HiSilicon, дочерняя компания Huawei.
Впервые Huawei представила систему на кристалле Kirin 970 (техпроцесс 10 нм) в августе 2017 года на выставке электроники и бытовой техники IFA.
19 июля 2018 года «Хуавэй» представила мобильный процессор Kirin 710, производимый по 12-нанометровой технологии. В системе содержится восемь вычислительных ядер: 4 ядра ARM Cortex-A53 с частотой до 1,7 ГГц и 4 ядра ARM Cortex-A73 с тактовой частотой до 2,2 ГГц; в роли графического ускорителя выступает интегрированный контроллер ARM Mali-G51 MP4.
Kirin A1 — решение, ориентированное на носимую электронику: беспроводные наушники и умные часы.
Kirin 985 со встроенным модемом 5G (2020) ориентирован на недорогие флагманские смартфоны.
Kirin 9000 5G/4G и Kirin 9000E — первая SoC от HiSilicon по 5 нм+ FinFET (EUV) техпроцессу.
Май 2019: британская ARM приостановила, по указанию властей США, все отношения с «Хуавэй», чем поставила под угрозу возможность производить собственные процессоры Kirin; спустя несколько месяцев ARM согласилась на продолжение сотрудничества с Huawei (юристы ARM подтвердили, что применяемые технологии считаются британскими, поэтому их можно продолжать передавать Huawei и HiSilicon).

### Мобильный сегмент
В 2015 году Huawei стала третьим по величине производителем смартфонов в мире. По итогам первого квартала 2017 года компания также занимала третье место на рынке — объём поставок составил 34,2 млн смартфонов, что соответствует доле в 6,1 %. Во втором квартале 2018 года компания Huawei обошла Apple, став вторым по величине производителем смартфонов в мире.
В июне 2018 года Huawei стала лидером по интернет-продажам смартфонов в России, обойдя Samsung и Apple.
В марте 2019 года компания представила свои первые умные очки, созданные в партнёрстве с корейским модным брендом Gentle Monster. В их оправу встроены динамики, микрофон, антенна и аккумулятор.
По итогам I квартала 2019 года, согласно международной аналитической компании IDC, Huawei потеснила Apple и поднялась на второе место по продажам в этом сегменте, заняв 19,1 % мирового рынка смартфонов; на первом месте по-прежнему Samsung c 23,1 %, Apple c 11,7 % — на третьем.
В июле 2019 года компания представила первый смартфон с поддержкой связи 5G. Модель смартфона получила название HUAWEI Mate 20 X.
9 августа 2019 года Huawei представила собственную операционную систему — HarmonyOS.
Осенью 2019 года, из-за санкций со стороны США, компания Google не могла предоставлять Huawei свои сервисы (то есть Gmail, Google Play и т. д.), при этом сам Android на смартфонах работал. Очень сильным ударом по Huawei было полное удаление Google Play, вследствие чего нельзя было устанавливать приложения, но компания быстро перешла на свой собственный сервис AppGallery.
15 ноября 2019 года в продажу поступил сгибающийся смартфон Huawei Mate X, который стал одним из самых дорогих серийных смартфонов — 2400 $ за младшую версию на базе процессора Kirin 980.
2 июня 2021 года компания анонсировала линейку мобильных устройств, которые первыми получат операционную систему HarmonyOS 2.0, которая базируется на открытой версии Android и не поддерживает сервисы Google.
23 декабря 2021 года Huawei представила новые умные очки Huawei Smart Glasses. Устройство работает на HarmonyOS и имеет съёмные линзы, встроенные динамики и микрофон, а также функции контроля за здоровьем.
Также, выпускает смарт-часы (последняя версия (2025) — HUAWEI WATCH FIT 4).

### Автомобили
В 2023 году Huawei инициировала альянс HIMA (Harmony Intelligent Mobility Alliance)
для построения систем помощи водителю (ADAS) на базе своей операционной системы HarmonyOS. Партнёрами по альянсу выступили автомобильные бренды Aito (Seres), Luxeed (Chery), Stelato (BAIC), Maextro (JAC).
В августе 2023 года Huawei и Chery представили электромобиль Luxeed S7 с автопилотом Huawei ADS 2.0 на HarmonyOS 4. Электрический седан с двухмоторным полным приводом оснащён батареей CATL на 700 км пробега, лидаром, 11 HD-камерами, 3 радарами миллиметрового диапазона, 12 ультразвуковыми радарами и пневматической подвеской. Продажи нового электрокара начались в ноябре 2023 года.

## Huawei и США

### Ограничения в доступе на рынок
В докладе Конгрессу США 2008 года американские военные заключили, что Huawei «поддерживает тесные связи» с Народно-освободительной армией Китая (НОАК). Как следствие, компании был ограничен доступ к сетям, передающим информацию государственного или военного характера. В частности, компании Huawei была запрещена покупка американской корпорации 3Com из соображений «национальной безопасности».
В 2009 году Агентство национальной безопасности при участии других спецслужб США взломали компьютерную систему штаб-квартира Huawei, было получено большое количество информации, включая списки клиентов, электронную почту сотрудников и программный код оборудования.
В 2012 году в Сенате был рассмотрен проект постановления комитета по разведке, где указывалось на опасность, которую представляет деятельность компании на территории страны. В октябре 2012 года в Конгрессе США в рамках доклада снова была озвучена информация о связях Huawei (а также другой китайской компании, ZTE) с китайскими государственными и военными органами, в связи с чем было рекомендовано отстранить эти фирмы от любых сделок по слияниям и поглощениям в США.
Аналогичные заключения по продукции компании были даны компетентными органами Великобритании. Кроме США и Великобритании, существенные ограничения на деятельность компании также наложены на территории Австралии и Индии.

### Дело Мэн Ваньчжоу
1 декабря 2018 года в Ванкувере (Канада) была арестована финансовый директор и заместитель председателя правления Huawei Мэн Ваньчжоу, дочь основателя компании Жэня Чжэнфэя. Арест был произведён по запросу США, где её подозревали в нарушении торговых санкций против Ирана. МИД КНР выразило США решительный протест в связи с задержанием Мэн Ванчжоу. 11 декабря 2018 года, после трехдневных слушаний, Верховный суд Британской Колумбии постановил выпустить Мэн Ванчжоу под залог 10 млн канадских долларов. Помимо внесения залога суд также обязал Ванчжоу сдать свои паспорта и носить на ноге электронный браслет.
Многие союзники США поспешили свернуть сотрудничество с китайской корпорацией. Канцлер Германии А. Меркель пообещала продолжить бизнес с Huawei вопреки запрету США; Евросоюз поддержал эту линию, усилив при этом контроль в области кибербезопасности. Весной 2019 года Китай выразил протест Канаде по причине решения о начале экстрадиции Мэн Ваньчжоу в США.
В июне 2020 года ИА «Рейтер» сообщило о новых документах, появившихся в его распоряжении, которые подтверждают непосредственную связь Huawei с фирмой Skycom Tech Co Ltd, осуществлявшей поставки запрещённого оборудования в Иран.
24 сентября 2021 года Мэн была освобождена после заключения сделки с Министерством юстиции США и вылетела в Китай.

### «Война» с Huawei
15 мая 2019 года президент США Дональд Трамп ввёл режим чрезвычайной ситуации для защиты коммуникационных сетей страны, внеся компанию Huawei в чёрный список, что должно было существенно затруднить сбыт продукции на территории США. В Китае негативно отреагировали на это решение.
C 20 мая компания Google прекратила сотрудничество с Huawei, что означает её отключение от системы Android, но продолжила поддерживать смартфоны Huawei вплоть до 19 августа 2019 года. Ранее Google призвали к этому конгрессмены США.
22 мая британская компания ARM прекратила сотрудничество с Huawei, из-за чего компания лишилась производства своих собственных процессоров Kirin. В это же время глава Huawei Жэнь Чжэнфэй заявил, что США недооценивают его компанию, хотя признал зависимость от производителей американских чипов.
13 мая 2020 года Трамп в своём новом распоряжении продлил запрет на сотрудничество американских фирм с компаниями, представляющими угрозу для национальной безопасности, до мая 2021 года. В документе не упоминались конкретные производители, однако, фактически он налагает запрет на сотрудничество с Huawei и ZTE.
Летом 2021 года стало известно, что США одобрили заявки компании на закупку микросхем на общую сумму в несколько сотен миллионов долларов. Их используют для производства экранов и сенсоров.

## Критика
Несанкционированное копирование технологий и промышленный шпионаж
Компания неоднократно критиковалась за недобросовестные методы разработки продуктов. В частности, в 2003 году суд штата Техас (США) принял к производству иск компании Cisco Systems, ответчиками по которому выступали Huawei Technologies и 3Com. В исковом заявлении утверждалось, что операционная система VRP и документация к маршрутизаторам Quidway прямо скопированы с исходных текстов, принадлежащих Cisco Systems. В заявлении были представлены доказательства, включающие идентичные образцы кода, идентичные имена процедур и дефекты, аналогичные операционной системе Cisco IOS. Этот иск был урегулирован во внесудебном порядке. В последующих версиях VRP компания поменяла БНФ ряда команд, заменив, например, show на display.
В 2004 году сотрудник компании Huawei Чжу Ибинь (Zhu Yibin) был задержан охраной во внерабочее время на выставке SuperComm при разборке и фотографировании оборудования конкурирующей фирмы. Чжу Ибинь был зарегистрирован на выставке как посетитель от фиктивной компании Weihua.
В обоих случаях компания Huawei официально перенесла ответственность на недобросовестных сотрудников (англ. rogue employees).
Коммерческий шпионаж
В феврале 2009 года пресс-служба индонезийского оператора мобильной связи Excelcomindo Pratama сообщила о задержании сотрудника компании Huawei при попытке копирования служебной документации после проникновения в кабинет начальника управления планирования сети.
Недобросовестная реклама
Компания заявляет, что «основная продукция производится на базе микросхем ASIC собственной разработки и общей платформы для обеспечения соответствующего качества и экономической выгоды». Это заявление компании напрямую противоречит данным сторонних производителей микросхем — таких как EZChip, Xelerated и Dune Networks, совокупно обеспечивающих полный набор микросхем для сетевого оборудования компании. В октябре 2004 года Huawei выделил разработку микросхем в отдельное предприятие HiSilicon, однако оно не является производителем процессоров для сетевых устройств.
В рекламе Huawei P9 с двойной камерой производства фирмы Leica компания показывала отличные примеры снимков на этот смартфон. Китайские маркетологи выдали за снимок на Huawei P9 фотографию, сделанную на профессиональную камеру. Это удалось выяснить по метаданным изображения — снимок был сделан на зеркальную камеру Canon EOS 5D Mark III.

## Дочерние компании
Huawei представляет собой группу компаний, её холдинговой компанией является Huawei Investment & Holding Co., Ltd. Основные дочерние структуры по состоянию на конец 2022 года:
- Huawei Technologies Co., Ltd. (КНР, 100 %, разработка, производство и продажа телекоммуникационного оборудования)[83]
- Huawei Device Co., Ltd. (КНР, 100 %, разработка, производство и продажа телекоммуникационного оборудования)
- Huawei Machine Co., Ltd. (КНР, 100 %, производство телекоммуникационного оборудования)
- Shanghai Huawei Technologies Co., Ltd. (КНР, 100 %, разработка телекоммуникационного оборудования)
- Beijing Huawei Digital Technologies Co., Ltd. (КНР, 100 %, разработка телекоммуникационного оборудования)
- Huawei Tech. Investment Co., Ltd. (Гонконг, 100 %, торговля материалами)
- Huawei International Co. Ltd. (Гонконг, 100 %, дистрибьютор телекоммуникационного оборудования)
- Huawei International Pte. Ltd. (Сингапур, 100 %, дистрибьютор телекоммуникационного оборудования)
- Huawei Technologies Japan K.K. (Япония, 100 %, разработка и продажа мобильной электроники)
- Huawei Technologies Deutschland GmbH (Германия, 100 %, разработка и продажа мобильной электроники)
- Huawei Device (Shenzhen) Co., Ltd. (КНР, 100 %, производство и продажа мобильной электроники)
- Huawei Device (Hong Kong) Co., Ltd. (Гонконг, 100 %, торговля мобильной техникой)
- Huawei Technical Service Co., Ltd. (КНР, 100 %, установка и обслуживание оборудования)
- Huawei Software Technologies Co., Ltd. (КНР, 100 %, облачные услуги)
- HiSilicon Technologies Co., Ltd. (КНР, 100 %, производство полупроводников)
- HiSilicon (Shanghai) Technologies CO., Ltd. (КНР, 100 %, производство полупроводников)
- HiSilicon Optoelectronics Co., Ltd. (КНР, 100 %, производство оптоэлектроники)
- Huawei Digital Technologies (Suzhou) Co., Ltd. (КНР, 100 %, производство инверторов)
- Huawei Technologies Coöperatief U.A. (Нидерланды, 100 %, холдинг для зарубежных филиалов)